# Jagdpanzer 38(d)
Jagdpanzer 38(d) – niemiecki prototypowy niszczyciel czołgów zbudowany na wydłużonym podwoziu pojazdu Jagdpanzer 38(t) Hetzer.
W 1944 roku na polecenie Adolfa Hitlera rozpoczęto unifikację sprzętu pancernego Waffen-SS i reszty Wehrmachtu. Ograniczenie liczby typów produkowanych pojazdów miało zwiększyć produkcję pojazdów uznanych za najbardziej przydatne, a dodatkowo ułatwić dostarczanie zaopatrzenia do jednostek uzbrojonych w bardziej jednolity sprzęt.
Wśród pojazdów, których produkcja miała być kontynuowana, były wozy oparte na podwoziu działa samobieżnego Hetzer. Postanowiono także rozpocząć opracowywanie jego udoskonalonej wersji. Ulepszony wóz oznaczony jako Jagdpanzer 38(d) miał wydłużone podwozie, dzięki czemu zwiększyła się objętość przedziału bojowego i możliwy stał się montaż działa 7,5 cm Pak 42. Miał on podobnie jak armata 7,5 cm Pak 39 Hetzera kaliber 75 mm, ale dzięki dłuższej lufie (70 zamiast 48 kalibrów) wystrzeliwane z niej pociski miały wyższą przebijalność pancerza. Armata posiadała kąt ostrzału w pionie od -8° do +15°, i po 7° w obie strony w poziomie. Uzbrojeniem dodatkowym był umieszczony na pancerzu zdalnie sterowany karabin maszynowy. Poza uzbrojeniem zmieniono także napęd zastępując silnik gaźnikowy wysokoprężnym.
Na tym samym podwoziu miała być budowana szturmowa haubica uzbrojona w działo 10,5 cm StuH 42 kalibru 105 mm (zapas amunicji 66 naboi) i samobieżne działo przeciwlotnicze wyposażone w wieżę Kugelblitz z dwoma działkami MK 103 kalibru 30 mm.
Na początku 1945 roku powstało kilka prototypów Jagdpanzera 38(d). Po testach zamówiono 1250 pojazdów tego typu (1125 niszczycieli czołgów i 125 haubic szturmowych). Produkcję planowano uruchomić latem 1945 roku, ale przeszkodziło temu zakończenie wojny w Europie.